# Siergiej Gonczar
Siergiej Wiktorowicz Gonczar (ros. Сергей Викторович Гончар; ur. 13 kwietnia 1974 w Czelabińsku) – rosyjski hokeista, reprezentant Rosji, czterokrotny olimpijczyk. Trener hokejowy.

## Kariera zawodnicza
- Traktor Czelabińsk (1991–1992)
- Dinamo Moskwa (1992–1994)
- Portland Pirates (1994–1995)
- Washington Capitals (1994–1997)
- Łada Togliatti (1997)
- Washington Capitals (1997–2004)
- Boston Bruins (2004)
- Mietałłurg Magnitogorsk (2004–2005)
- Pittsburgh Penguins (2005–2010)
- Ottawa Senators (2010–2013)
  -  Mietałłurg Magnitogorsk (2012–2013)
- Dallas Stars (2013-2014)
- Montreal Canadiens (2014-2015)

Od lipca 2010 zawodnik związany trzyletnim kontraktem z Ottawa Senators. Od września 2012 do stycznia 2013 tymczasowo związany kontraktem z Mietałłurgiem Magnitogorsk. W czerwcu 2013 został zawodnikiem Dallas Stars i podpisał dwuletni kontrakt gwarantujący 2 mln dolarów. Od listopada 2014 zawodnik Montreal Canadiens. Sezon NHL (2014/2015) był jego ostatnim.
Uczestniczył w turniejach Pucharu Świata 1996, 2004, mistrzostw świata w 2000, 2007, 2010 oraz zimowych igrzysk olimpijskich 1998, 2002, 2006, 2010.

## Kariera trenerska
Pod koniec października 2015 został mianowany trenerem rozwojowym w Pittsburgh Penguins. W lipcu 2017 został ogłoszony asystentem trenera w sztabie tego zespołu.
Był w sztabie trenerskim reprezentacji Rosyjskiego Komitetu Olimpijskiego w turnieju zimowych igrzysk olimpijskich 2022.

## Sukcesy

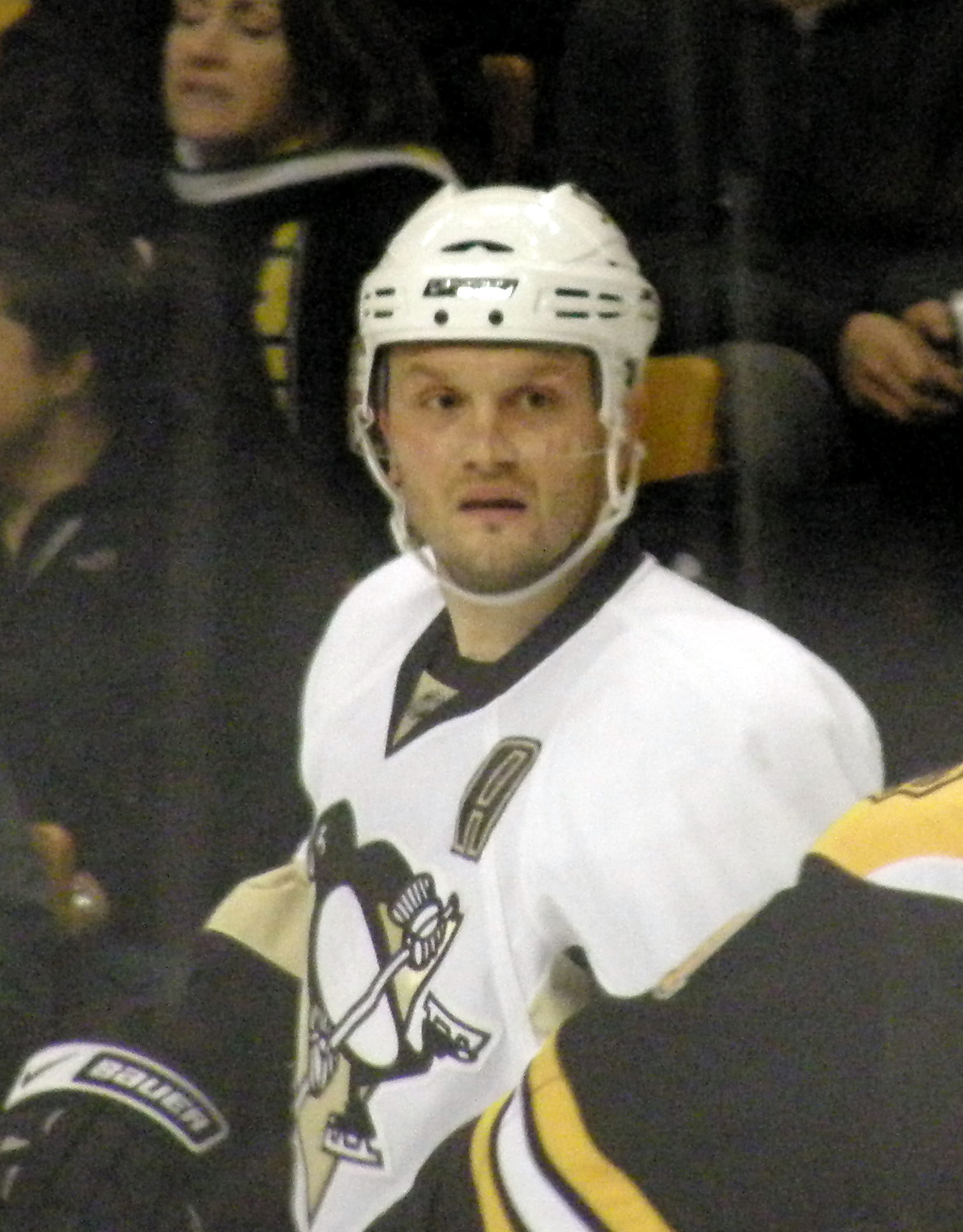
Siergiej Gonczar w barwach Pittsburgh Penguins (2007)

Reprezentacyjne
- Srebrny medal zimowych igrzysk olimpijskich: 1998
- Brązowy medal zimowych igrzysk olimpijskich: 2002
- Brązowy medal mistrzostw Świata: 2007
- Srebrny medal mistrzostw świata: 2010

Klubowe
- Złoty medal mistrzostw Rosji: 1993 z Dinamo Moskwa
- Puchar Caldera – mistrzostwo AHL: 1994 z Portland Pirates
- Puchar Stanleya – mistrzostwo NHL: 2009 z Pittsburgh Penguins

Indywidualne
- Mistrzostwa Europy juniorów do lat 18 w hokeju na lodzie 1992:
  - Skład gwiazd turnieju
  - Najlepszy obrońca turnieju turnieju[8]
- NHL (2001/2002):
  - Pierwsze miejsce w klasyfikacji strzelców wśród obrońców: 26 goli
  - Pierwsze miejsce w klasyfikacji kanadyjskiej wśród obrońców: 59 punktów
  - NHL All-Star Game
- NHL (2002/2003):
  - Pierwsze miejsce w klasyfikacji strzelców wśród obrońców: 18 goli
  - NHL All-Star Game
- Puchar Spenglera 2004:
  - Najbardziej Wartościowy Zawodnik (MVP) turnieju
  - Skład gwiazd turnieju
- NHL (2003/2004):
  - Pierwsze miejsce w klasyfikacji asystentów wśród obrońców
  - Pierwsze miejsce w klasyfikacji kanadyjskiej wśród obrońców: 58 punktów
  - NHL All-Star Game
- NHL (2006/2007):
  - Pierwsze miejsce w klasyfikacji asystentów wśród obrońców:
  - NHL All-Star Game
- NHL (2007/2008):
  - NHL All-Star Game
- KHL (2012/2013):
  - Najlepszy obrońca miesiąca - grudzień 2012
  - Mecz Gwiazd KHL (wybrany, nie wystąpił z powodu zakończenia powrotu do NHL)[9]
  - Trzecie miejsce w klasyfikacji asystentów wśród obrońców w sezonie zasadniczym: 26 asyst

Wyróżnienie
- Zasłużony Mistrz Sportu Rosji w hokeju na lodzie: 1998